# Карелия (средний разведывательный корабль)
ССВ-535 «Карелия» — средний разведывательный корабль проекта 864, шифр «Меридиан» (по кодификации НАТО — Vishnya-class intelligence ship).
Заложен на Северной верфи (Польша, Гданьск) под заводским номером 864/2 в 1986 году. Введён в строй 5 июля 1986 года в состав 38-й бригады разведывательных кораблей 128-го центра радиоэлектронной разведки Тихоокеанского флота с базированием на Владивосток.

## История проекта
В 1985 году на ССЗ в Польском городе Гданьск началось строительство средних разведывательных кораблей проекта 864 (позже пр.864Б) для ВМФ СССР. Всего по данному проекту в период с 1985 года по 1990 год было построено 7 кораблей («Таврия», «Виктор Леонов», «Приазовье», «Курилы», «Карелия», «Василий Татищев», «Адмирал Фёдор Головин»), которые присутствовали на всех флотах Советского Союза, а впоследствии — Российской Федерации. Первые два корабля относятся к Северному флоту, третий — к Черноморскому, четвертый и пятый — к Тихоокеанскому, шестой и седьмой — к Балтийскому. Они имели двухвальную дизельную энергетическую установку, и для улучшения условий работы средств гидроакустической разведки — электродвигатели малого хода. Набор средств радио-, радиотехнической и гидроакустической разведки устанавливался в СССР.

## Задачи
Добытая разведкой информация — один из важнейших аспектов стратегии и тактики, она даёт возможность заблаговременно вскрыть планы противника. Развитие радиоэлектронных средств, радиосвязи и радаров на военно-морском флоте вызвало необходимость постоянного наблюдения за силами потенциального противника не только в видимом, но и в радиоволновом диапазоне электромагнитного спектра. Это чрезвычайно важная и ответственная работа, от которой зависит эффективность работы всего военно-морского флота:
- Радиоперехват каналов связи на всех частотах.
- Ретрансляция закрытых каналов связи.
- Телеметрическая разведка.
- Радиотехническая разведка — определение принадлежности и характеристик источников радиоизлучения.
- Замеры физических полей, составление акустических и электромагнитных «портретов» кораблей и подводных лодок.

Помимо функции ретранслятора и станции радиотехнической разведки, разведывательные корабли решали задачи контроля морских коммуникаций, фиксируя все перемещения кораблей вероятного противника. Разведывательные корабли  неделями сопровождали американские авианосные группы. Немало времени морские разведчики проводили вблизи полигонов ВМС США и стран НАТО, внимательно наблюдая за стрельбами и пусками ракетного оружия. Производился замер электромагнитных полей. С помощью комплекса радиоэлектронной разведки «Прохлада» шла идентификация источников электромагнитного излучения.

## Боевая служба
Военно-морской флаг СССР поднят 9 августа 1986 года в Балтийске. При первой попытке перегона корабля из Балтийска во Владивосток, в районе Бискайского залива Фотюк Александр обнаружил подводные лодки ВМС Франции, тем самым заработав внеочередной отпуск. Но по техническим причинам переход был отложен, так как в районе Конакри (Гвинея) вышел из строя один из двигателей.
В 1988 году корабль прибыл во Владивосток (командир корабля капитан 2-го ранга Щербань Анатолий Васильевич).

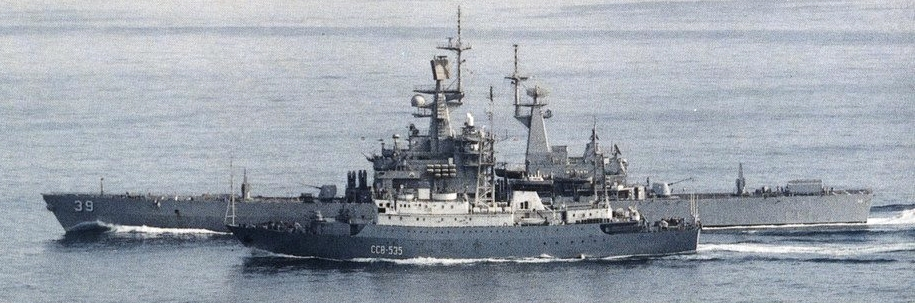
USS Texas (CN-39) и СРЗК Карелия (ССВ-535), 1988 год

1988 год — сопровождение атомного ракетного крейсера CGN-39 «Техас».

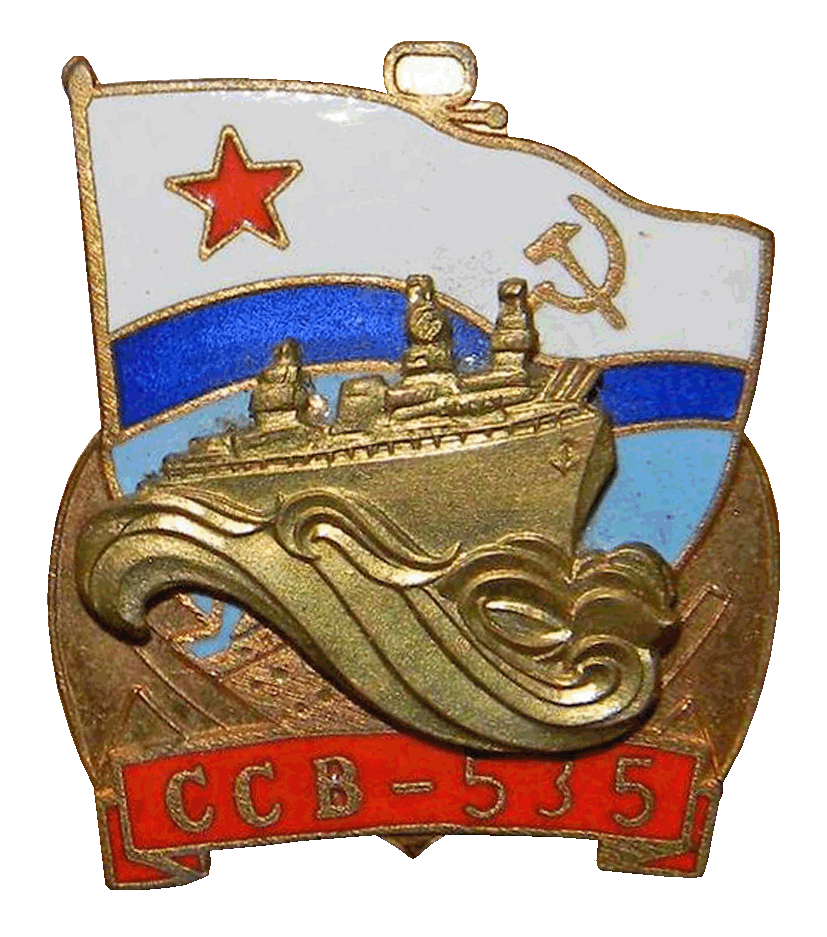
Значок ССВ-535

Октябрь-ноябрь 1989 года — начало похода к Гавайским островам. Встреча Нового 1990 года на боевом дежурстве. Работа в тихоокеанском регионе (Таиланд, Южная Корея, Япония) и слежение за крупнейшими ежегодными манёврами «Тим Спирит» с участием 25-й пехотной дивизии. Возвращение в базу через Корейский пролив.
С конца 1990 года по 1991 год — дальний поход к базе ВМС США Перл-Харбор.
1992 год — поход к Окинаве.
В 2002 году переведен во вторую линию боеготовности.
В 2003 году антенны с куполами, главный правый[неизвестный термин] были сняты и отданы на ССВ-208 «Курилы».

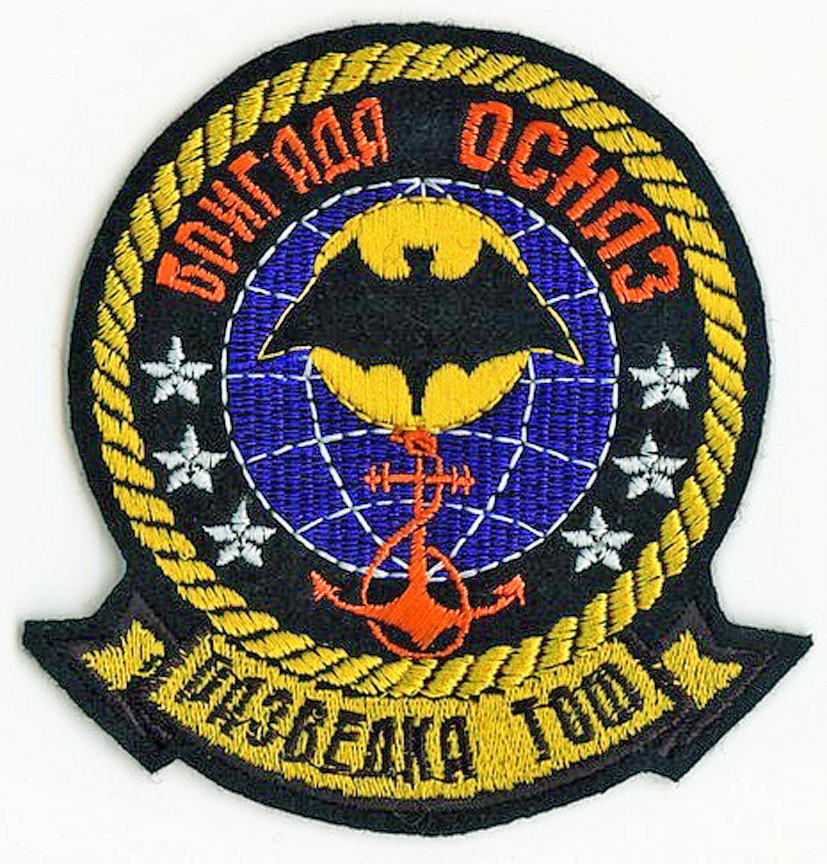
Шеврон 515 ОДНРЗК

В 2012 году принято решение о восстановлении технической готовности и последующего ввода в строй СРЗК «Карелия». В июле 2013 года корабль прошел докование в центре судоремонта «Дальзавод». Заказ на ремонт и модернизацию корабля Министерство обороны РФ разместило в 2014 году. Также в 2014 году Республикой Карелия было установлено шефство над кораблём.

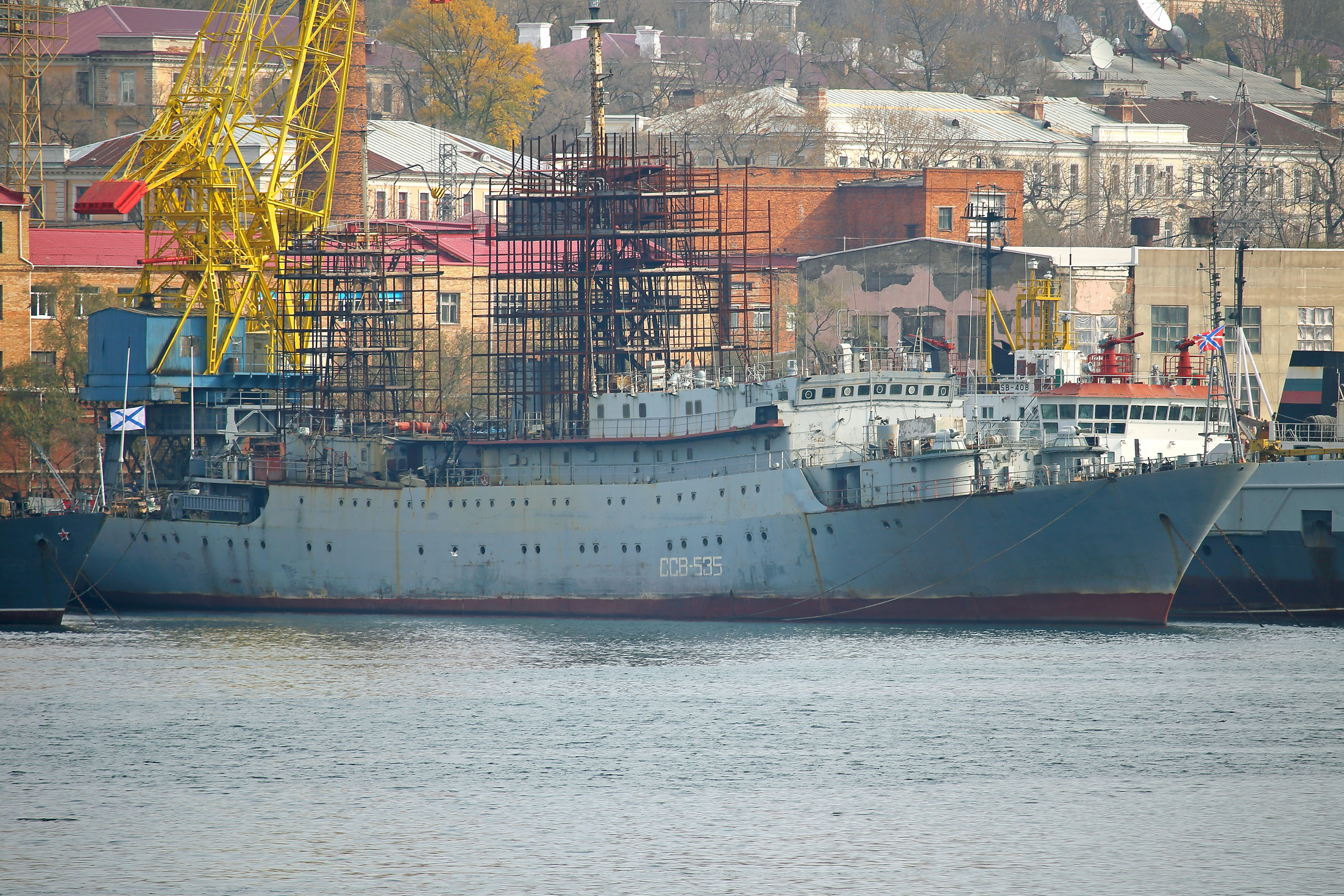
ССВ-535 в ремонте на Дальзаводе

В 2015 году проведены работы по демонтажу старого оборудования и подготовлена проектная документация на работы по модернизации. Согласно протоколу закупки «51 ЦКТИС», после установки нового оборудования будет произведен расчет остойчивости корабля.
20 июля 2017 года после завершения всех испытаний, СРЗК «Карелия» вернулся в состав 515-го отдельного дивизиона разведывательных кораблей (в/ч 49226) ТОФ с базированием на Владивосток.
С 2020 года возобновил походы на Гавайи.
Апрель 2020 — Август 2020
Март 2021 — Июль 2021
Март 2022 — Июль 2022
01.12.2022 — 01.04.2023
15.03.24 — 15.07.24

На день ВМФ во Владивостоке, корабль принял участие в торжественном прохождении в акватории Амурского Залива. 

## Командиры корабля
- 1985—1991 капитан 2-го ранга Щербань Анатолий Васильевич
- 1991—1993 капитан 2-го ранга Иванов Сергей Александрович
- 1993—1995 капитан 2-го ранга Юренко Константин Олегович
- 1995—2000 капитан 2-го ранга Грабовский Виктор Николаевич
- 2000—2002 капитан 2-го ранга Дауткин Виталий Михайлович

## Интересные факты
- В ноябре 2014 года исполнилось 55 лет начала походов разведывательных кораблей в дальнюю зону — в конце 1959 года ГИСУ «Кренометр» под видом траулера «Вега» совершил первый многомесячный поход к восточному побережью США, где в апреле 1960 года отследил пуск баллистических ракет с борта ПЛАРБ «Джордж Вашингтон».
- Аббревиатура ССВ среди моряков расшифровывалась в шуточной форме как Смешная Смерть Врага.
- Имя «Карелия» также носят АПРКСН К-18 проекта 667БДРМ «Дельфин» и пограничный сторожевой корабль Северо-Западного пограничного округа.